# Diecéze Ischia
Diecéze Ischia (latinsky Dioecesis Isclana) je římskokatolická diecéze v Itálii, která je součástí neapolské církevní provincie, tvořící součást církevní oblasti Kampánie. Katedrálou je kostel Nanebevzetí P. Marie v Ischii. 

## Stručná historie
Počátky diecéze jsou nejasné, nevíme přesně, kdy byla zřízena. Máme doklady o kapitule kanovníků, které jsou již z 11. století, ale první doložený biskup je Petr, který se zúčastnil třetího lateránského koncilu v roce 1179. Od roku 2021 je in persona episcopi spojena s diecézí Pozzuoli.